# Sigurd
Sigurd bzw. Sigurður ist ein männlicher Vorname.

## Herkunft und Verbreitung
Der Name kommt aus dem skandinavischen Raum und ist in Norwegen und Island sehr verbreitet.
In Island war Sigurður im Jahre 2012 nach Jón der zweithäufigste Name.

## Bedeutung
Sigurd bzw. Sigurður ist die nordische Form von Siegfried oder Siegwart.
Das Wort Siegfried leitet sich aus den althochdeutschen Wörtern „sigu“ (Sieg) und „fridu“ (Befriedung) her. Die Übersetzung des Namens in die heutige Sprache würde daher Siegreicher Befrieder lauten.
Sigurd bzw. Sigurður dagegen leitet sich aus dem altnordischen Wörtern „sigu “(Sieg) und „urðr“ (Schicksal) her. Die Übersetzung des Namens in die heutige Sprache würde daher Schicksalhafter Sieger lauten.

## Formen
- gotisch:
  - 5. Jahrhundert Sisifrid [siži-] (Prokop)

- deutsch:
  - 7. Jahrhundert Sigifridus
  - 7. – 11. Jahrhundert: Sigefrit, Sigefridus
  - 8. – 12. Jahrhundert Sigafrid(us) (Adam von Bremen)
  - um 1200 Sîvrit (Nibelungenlied)
  - 13. Jahrhundert: Syfrit, Syfridus
  - fnhd.: Seyfrid
  - modern: Siegfried

- angelsächsisch:
  - 7. Jahrhundert Sigfridus (Beda Venerabilis)

- nordisch:
  - (Edda): Sigurðr
  - (Svava): Sigord

- Kurzformen:
  - Sigi
  - Siggi

- weibliche Nebenformen:
  - Sigurda
  - Sigvarda

## Namenstage
- 15. Februar
- In Schweden und Finnland ist der 10. Januar der Namenstag für Sigurd, siehe Siegfried (Heiliger).

## Namensträger

### Form Sigurd
- Sigurd I. (1090–1130), Sigurd Jorsalfar (Sigurd der Kreuzfahrer), König von Norwegen
- Sigurd II. (1133–1155), Sigurd munn, König von Norwegen
- Sigurd Agrell (1881–1937), schwedischer Poet, Übersetzer, Runologe und Hochschullehrer
- Sigurd Bröms (1932–2007), schwedischer Eishockeyspieler
- Sigurd Christiansen (1891–1947 ebenda), norwegischer Schriftsteller
- Sigurd Daecke (* 1932), deutscher evangelischer Theologe
- Sigurd Dæhli (* 1953), norwegischer Orientierungs- und Ski-Orientierungsläufer
- Sigurd Evensmo (1912–1978), norwegischer Schriftsteller, Drehbuchautor und Filmhistoriker
- Sigurd Falk (1921–2016), deutscher Bauingenieur und Hochschullehrer
- Sigurd Fitzek (1928–2022), deutscher Schauspieler
- Sigurd Greven (1908–1981), deutscher Verleger
- Sigurd Hoel (Schriftsteller) (1890–1960), norwegischer Schriftsteller
- Sigurd Hofmann (1944–2022), deutscher Physiker
- Sigurd Ibsen (1859–1930), norwegischer Schriftsteller, Rechtsanwalt und Politiker
- Sigurd Janssen (1891–1968), deutscher Arzt und Pharmakologe, Universitätsprofessor und -rektor in Freiburg im Breisgau
- Sigurd Kander (1890–1980), schwedischer Segler
- Sigurd Kristensen (* 1963), dänischer Fußball- und Futsalspieler
- Sigurd Lange (1904–2000), deutscher Maler und Grafiker
- Sigurd Leeder (1902–1981), deutscher Tänzer, Choreograf und Tanzpädagoge
- Sigurd Müller (1844–1918), dänischer Autor, Kunst- und Literaturhistoriker sowie Lehrer
- Sigurd Nilsson (1910–1972), schwedischer Skilangläufer
- Sigurd Pettersen (* 1980), norwegischer Skispringer
- Sigurd Rascher (1907–2001), deutsch-US-amerikanischer Saxophonist in der klassischen Musik
- Sigurd Savonius (1884–1931), finnischer Architekt und Erfinder
- Sigurd Nymoen Søberg (* 1994), norwegischer Skispringer
- Sigurd Sollid (1913–1988), norwegischer Skispringer
- Sigurd Tesche (1940–2020), deutscher Dokumentarfilmer
- Sigurd Ulveseth (* 1953), norwegischer Jazzmusiker (Kontrabass) und Bandleader
- Sigurd Vestad (1907–2001), norwegischer Skilangläufer
- Sigurd Wendland (* 1949), deutscher Maler und Grafiker

### Form Sigurður
- Sigurður Bjarnason (* 1970), isländischer Handballspieler und -trainer
- Sigurður Breiðfjörð (1798–1846), isländischer Dichter
- Sigurður Eggerz (1875–1945), isländischer Premier- und Finanzminister
- Sigurður Einarsson í Holti (1898–1967), isländischer Schriftsteller, Politiker und evangelisch-lutherischer Theologe
- Sigurður Eyjólfsson (* 1973), isländischer Fußballtrainer
- Sigurður Grétarsson (* 1962), isländischer Fußballspieler und -trainer
- Sigurður Helgason (1927–2023), isländischer Mathematiker
- Sigurður Hlöðvisson (≈960–1014), Jarl auf den Orkney-Inseln
- Sigurður Ingi Jóhannsson (* 1962), isländischer Politiker (Fortschrittspartei) und 2016/17 Premierminister  Islands
- Sigurður Jónsson (1878–1949), isländischer Lyriker
- Sigurður Kári Kristjánsson (* 1973), isländischer Politiker
- Sigurður Gylfi Magnússon (* 1957), isländischer Historiker
- Sigurður Valur Sveinsson (* 1959), isländischer Handballspieler
- Sigurður Vigfússon (1828–1892), isländischer Goldschmied und Pionier der Archäologie in Island

### Fiktive Personen
- Sigurd, eine Comic-Figur
- Sigurd, ein Held aus der Nordischen Mythologie